# 용어법
용어법(冗語法, pleonasm, /ˈpliː.əˌnæzəm/;  고대 그리스어  πλεονασμός pleonasmós,   πλέον pléon 'to be in excess')은 "검은 어둠", "타오르는 불", "그 남자가 말하기를", 또는 "움직임으로 진동하는"과 같이 언어 표현에 중복이 있는 것이다. 이는 전통적인 수사학적 기준으로 볼 때 동어 반복의 한 형태이다. 용어법은 또한 강조를 위해 사용되거나, 구절이 특정 형태로 확립되었기 때문에 사용될 수도 있다. 문학에서 동어 반복과 용어법은 일관되게 구분되지 않는다.

## 용법
대부분의 경우, 용어법은 쓸모 없거나, 클리셰이거나, 반복적인 단어나 구절을 의미하지만, 용어법은 단순히 관용구의 평범한 사용일 수도 있다. 이는 사회적, 시적, 또는 문학적인 특정 언어적 효과를 달성하는 데 도움이 될 수 있다. 용어법은 때때로 수사적 반복과 동일한 기능을 수행한다. 즉, 아이디어, 주장 또는 질문을 강화하여 글을 더 명확하고 이해하기 쉽게 만드는 데 사용될 수 있다. 용어법은 중복 확인의 역할을 할 수 있다. 만약 단어를 모르거나, 오해하거나, 잘못 듣거나, 통신 매체가 좋지 않은 경우(정전기가 심한 라디오 전송이나 서툰 필기 등), 용어법적 구절은 일부 단어가 손실되더라도 의미가 전달되도록 돕는다.

### 관용적 표현
일부 용어법적 구절은 관용구의 일부이며, 미국 영어의 tuna fish, chain mail, safe haven 등이 그렇다. 이러한 표현들은 너무 흔해서 원어민에게는 특별할 것이 없지만, 많은 경우 중복을 제거해도 의미 손실이 없다.
가능성을 표현할 때, 영어 화자는 "It might be possible" 또는 "perhaps it's possible"과 같이 잠재적으로 용어법적 표현을 자주 사용하는데, 이 경우 두 용어(동사 might 또는 부사 perhaps와 형용사 possible)는 특정 구문에서 동일한 의미를 갖는다. 많은 영어 화자는 가능성 전반에 대해 이러한 표현을 사용하므로, 그러한 표현의 대부분은 사실 용어법적이다. 그러나 다른 화자들은 이러한 표현을 존재론적 가능성과 인식론적 가능성을 구별하기 위해서만 사용하는데, 예를 들어 "Both the ontological possibility of X under current conditions and the ontological impossibility of X under current conditions are epistemically possible"(명제 논리 용어로 "명제 X의 진실과 일치하지 않는 어떤 사실도 모르지만, X의 부정과 일치하지 않는 어떤 사실도 모른다")와 같이 사용한다. 가능성 자체를 나타내기 위해 이중 구문을 습관적으로 사용하는 것은 대부분의 다른 언어 화자들 사이에서는 훨씬 덜 일반적이다(스페인어는 예외; 예시 참조). 오히려 그러한 언어 화자들의 거의 대부분은 단일 표현으로 한 용어를 사용한다.
- 프랑스어: Il est possible 또는 il peut arriver.
- 포르투갈어: O que é que, 문자적으로 "그것이 무엇인가", "무엇인가"를 더 강조하는 방식; O que로도 보통 충분하다.
- 루마니아어: Este posibil 또는 se poate întâmpla.
- 전형적인 스페인어 용어법
  - Voy a subir arriba – "나는 위로 올라갈 것이다"에서 "arriba"는 불필요하다.
  - Entra adentro – "안으로 들어가다"에서 "adentro"는 불필요하다.
- 튀르키예어는 특정 동사가 목적어를 필요로 하므로 많은 용어법적 구성을 가지고 있다.
  - yemek yemek – 먹는 것을 먹다.
  - yazı yazmak – 글쓰기를 쓰다.
  - dışarı çıkmak – 밖으로 나가다.
  - içeri girmek – 안으로 들어가다.
  - oyun oynamak – 게임을 하다.

위성 동사 언어인 영어에서는 동작의 방향을 나타내는 불변화사를 포함하는 동사구가 너무 빈번해서 그러한 불변화사가 용어법적일지라도 그것을 포함하는 것이 자연스럽게 느껴진다 (예: "enter into").

### 전문적 및 학술적 용법
일부 용어법적 구절은 전문적이거나 학술적인 글에서 사용될 때, 해당 분야 전문가에게는 익숙하지만 해당 분야 외부 사람들에게는 반드시 익숙하지 않은 표준화된 용법이나 의미를 반영할 수 있다. "null and void", "each and every"와 같은 예시는 법적 문서에 자주 사용되는 법률 이중어의 일부인 법률 영어이다. 이러한 용법의 고전적인 예시는 당시 (1864년) 대법관이었던 웨스트베리 경이 영국의 Gorely 사건에서 어떤 법률 문구를 "장황하고 용어법적"이라고 묘사했을 때였다. 이러한 유형의 용법은 특정 맥락에서 선호될 수 있다. 그러나 특히 부정확성이 모호함을 초래할 수 있는 학문 분야(예: 자연 과학)에서는 거짓 학식을 과시하거나, 불명료하게 하거나, 불필요한 장황함을 도입하기 위해 불필요하게 사용될 때 비선호될 수 있다.

### 문학적 용법
바로크 시대, 매너리즘 시대, 빅토리아 시대 문학의 예시는 스트렁크의 간결한 글쓰기 주장에 대한 대조를 제공한다.
- "이것은 모든 것 중 가장 잔인한 일이었다." — 윌리엄 셰익스피어, 줄리어스 시저 (3막 2장 183행)
- "간단히 말하겠소: 당신의 고귀한 아들은 미쳤소:/내가 미쳤다고 부르는 것이오; 진정한 광기를 정의하자면,/그것이 광기 그 자체 외에 무엇이겠소?" — 햄릿 (2막 2장)
- "이것을 말씀드리죠, 사회복지사들이 당신에게, 무료로, 공짜로, 아무 대가 없이, 당신이 실신하는 것을 막기 위한 무언가를 제안할 때, 그들에게는 강박관념이겠지만, 거부하는 것은 소용없소..." — 사뮈엘 베케트, 몰로이

## 같이 보기
- 중의성
- 버즈워드
- 우아한 변형
- 오류 정정 부호
- 수사법
- 수사 용어 목록
- 그래포마니아
- 다서증
- 아이리시 불
- 정신과용어
- 수사학
- RAS 증후군
- 중복 (언어학)
- 장황

### 인용문
1. ↑  Latham, Robert Gordon (1855). 《A Hand-book of the English Language: For the Use of Students of the Universities and Higher Classes of Schools》 (영어). Walton & Maberly.
2. ↑  “Pleonasm – Definition and Examples of Pleonasm”. 《Literary Devices》 (미국 영어). 2014년 2월 14일. 2021년 5월 18일에 확인함.
3. ↑  《Merriam-Webster's Collegiate Dictionary》 (영어) 11판. Springfield, Massachusetts: Merriam-Webster, Incorporated. 2003년 7월 1일. 952쪽. ISBN 978-0-87779-808-8.
4. ↑  Okopień-Sławińska, Aleksandra (2008). 〈Pleonazm〉.   Słowiński, Janusz. 《Słownik terminów literackich》 (폴란드어). Wrocław. 390–391쪽.
5. ↑  Szymanek, Bogdan (2015). 〈Remarks on Tautology in Word-Formation〉.   Bauer, Laurie; Körtvélyessy, Lívia; Štekauer, Pavol. 《Semantics of Complex Words》. 《Studies in Morphology》 3. Springer International Publishing. 146쪽. ISBN 978-3-319-14102-2. 2020년 10월 27일에 확인함. The concept of tautology is defined here, rather loosely, as 'expressing the same idea twice in different words'... However, according to some other accounts, such expressions should rather be viewed as instances of pleonasm.
6. ↑  Ex p Gorely, (1864) 4 De G L & S 477.
7. ↑  Partridge, Eric; Whitcut, Janet (1995). 《Usage and Abusage: A Guide to Good English》. W. W. Norton & Company. ISBN 0-393-03761-4.

### 참고 문헌
- Smyth, Herbert Weir (1984) [1920]. 〈§3042〉. 《Greek Grammar》 (PDF). Cambridge: Harvard University Press. 681–682쪽. ISBN 0-674-36250-0.